# Умаров Хамдам
Хамдам Умаров (4 квітня 1928, місто Коканд, тепер Узбекистан — 27 лютого 2007, Узбекистан) — радянський узбецький діяч, 1-й секретар Ферганського обласного комітету КП Узбекистану. Депутат Верховної ради Узбецької РСР 7—9-го скликань. Депутат Верховної ради СРСР 10—11-го скликань.

## Життєпис
Після закінчення семи класів школи в 1943 році вступив до Кокандського нафтового технікуму, який закінчив з відзнакою, і здобув спеціальність «технік з буріння нафтових і газових свердловин».
У 1952 році закінчив Московський нафтовий інститут імені Губкіна.
У 1952—1958 роках — сташий дизелист, старший механік, головний механік Ферганського нафтового комбінату.
Член КПРС з 1956 року.
У 1958—1961 роках — директор нафтопереробного заводу в Узбецькій РСР.
У липні 1961 — лютому 1962 року — начальник управління газової та нафтової промисловості Узбецької Ради народного господарства (РНГ).
У лютому 1962 — січні 1963 року — секретар Андижанського обласного комітету КП Узбекистану.
У 1963 — грудні 1964 року — голова виконавчого комітету Ферганської промислової обласної ради депутатів трудящих.
У грудні 1964 — лютому 1967 року — секретар Ферганського обласного комітету КП Узбекистану.
У лютому 1967 — листопаді 1968 року — керуючий справами Ради міністрів Узбецької РСР.
У листопаді 1968 — грудні 1978 року — голова виконавчого комітету Ферганської обласної ради депутатів трудящих.
У грудні 1978 — жовтні 1988 року — 1-й секретар Ферганського обласного комітету КП Узбекистану.
19 січня 1989 року Умаров був притягнутий до кримінальної відповідальності слідчою групою прокуратури СРСР, очолюваної слідчими Гдляном та Івановим, а також виключений із КПРС. Постановою прокуратури СРСР від 19 жовтня 1989 року звільнений з-під варти, а 27 лютого 1990 року щодо Умарова припинено кримінальну справу за відсутністю події та складу злочину. Був поновлений в членах КПРС.
На 2000 рік — начальник «Узводконтролю».
Помер 27 лютого 2007 року.

## Нагороди
- орден Жовтневої Революції
- чотири ордени Трудового Червоного Прапора (1972,)
- орден Дружби народів (1988)
- два ордени «Знак Пошани» (1959,)
- медаль «Шухрат» (Узбекистан)
- медалі